# New Girl
New Girl és una sèrie de televisió nord-americana que es va estrenar a Fox el 20 de setembre de 2011. És protagonitzada per Zooey Deschanel, Jake Johnson, Max Greenfield, Lamorne Morris, i Hannah Simone. El 28 de setembre de 2011, després d'emetre's els dos primers episodis, Fox va encarregar el rodatge d'11 episodis addicionals als 13 que inicialment estaven planejats, amb el que la primera temporada va quedar amb 24 episodis.
New Girl ha rebut respostes favorables dels crítics des del seu inici, amb molts elogis per l'actuació de Deschanel. El 15 de desembre de 2011, la sèrie va ser nominada per al Globus d'Or a la Millor Sèrie de Televisió - Musical o Comèdia i Deschanel va ser nominada per al Globus d'Or a la Millor Actriu - Sèrie de Televisió Musical o Comèdia. "Nick Miller" de Jake Johnson va ser nomenat Personatge de TV de l'Any 2012 pel lloc web de cultura popular UnderScoopFire. La sèrie va rebre cinc nominacions als Premis Primetime Emmy 2012, incloent "Millor Actriu Principal en una Sèrie de Comèdia" per Deschanel, "Millor Actor de Repartiment en una Sèrie de Comèdia" per Greenfield, "Millor Direcció en una Sèrie de Comèdia", "Millor Repartiment d'una Sèrie de Comèdia" i "Millor disseny del Títol Principal".
New Girl va ser renovada oficialment per a una segona temporada a Fox el 9 d'abril de 2012. Es va estrenar el 25 de setembre de 2012. El 4 de març de 2013 la sèrie va ser renovada per una tercera temporada. El 7 de març de 2014, Fox va renovar la sèrie per a una quarta temporada. El 31 de març de 2015, es renova la sèrie per a la seva cinquena temporada.

## Trama
La sèrie comença amb la Jessica «Jess» Day (interpretada per Zooey Deschanel), una dona peculiar i alegre de gairebé trenta anys que fa classes en una escola primària local de Los Angeles. La Jess comença a buscar un nou lloc per viure després de descobrir que el seu nuvi de tota la vida l'està enganyant, i s'acaba mudant a un pis amb tres nois de la seva edat: el Nick, un barman deprimit per la seva recent ruptura; l'Schmidt, un noi de caràcter xulesc que es creu un sex-symbol; i el Coach, un entrenador personal. Tot i que tenen series dubtes sobre acceptar a una dona al seu apartament, tots tres acaben acceptant, sobretot gràcies a la insistència de l'Schmidt, després de saber que la millor amiga de la Jess, la Cece, és una model. Molt poc després del trasllat de la Jess, el Coach se'n va, i és substituït pel Winston, un ex jugador professional de bàsquet que ja havia viscut a l'apartament amb el Nick i l'Schmidt.

## Repartiment i personatges

### Repartiment principal
- Zooey Deschanel com a Jessica «Jess» Day, (a ella es refereix l'epònim "noia nova"). És una professora d'escola primària de gairebé trenta anys, que és acomiadada de la feina al començament de la temporada 2. És una noia sincera i de bon cor, imaginativa, optimista i ingènua, i canta de tant en tant. És originària d'Oregon.
- Jake Johnson com a Nicholas «Nick» Miller.[7] Després de deixar l'escola de dret es torna barman. Ell també ha passat per una dura ruptura encara que lleugerament menys recent. Té trenta anys i és originari de Chicago. És una miqueta pessimista i emocional. Nick actua sovint d'una manera juvenil.
- Max Greenfield com a Schmidt. És un noi una mica vanidtós, faldiller, i l'únic empleat home en la seva empresa. Molt ordenat, assumeix el deure de la neteja de l'apartament i de mantenir-lo en ordre. Una mordassa semi-recurrent en la sèrie és que cada vegada que Schmidt fa o diu alguna cosa que es considera "douchey", ha de posar els diners en el "pot Douchebag".
- Lamorne Morris com a Winston Bishop. Increïblement competitiu, té una estranya habilitat per obtenir noves habilitats amb poc esforç, com saber tocar les campanes, però és difícil per ell trobar i mantenir una ocupació, ja que ràpidament s'avorreix amb tasques repetitives.
- Hannah Simone com a Cecilia "Cece" Meyers, millor amiga de la infància de la Jess. Ella és la confident i protectora de la Jess, la innocència de la qual de vegades representa un perill per a si mateixa. La Cece és l'espectadora crítica. Instrueix a la Jess a ser múrria i sempre la recolza. La Jess i la Cece són oposades en alguns aspectes, però es complementen molt bé.
- Damon Wayans, Jr. com el Coach (pilot, temporada 3 acreditat com a "estel convidat especial") un ex atleta que ara treballa com a entrenador personal. És un dels companys del pis quan la Jess es muda al loft en l'episodi pilot, però ell marxa abans del segon episodi per raons no revelades llavors, la qual cosa permet que el Winston recuperi el seu lloc. Després d'una ruptura amb la seva núvia, el Coach torna al loft a la temporada 3 i es fixa a passar la resta de la temporada. El 5 de maig de 2014, és promogut a l'elenc principal a partir de la quarta temporada.[8]

### Repartiment recurrent
- Jamie Lee Curtis com a Joan Day, la mare de la Jess (3 episodis)
- Kali Hawk com a Shelby, la núvia del Winston. (6 episodis)
- Mary Elizabeth Ellis com a Caroline, l'ex-xicota del Nick. (5 episodis)
- Lauren Owens (5 episodis) i Portia Berman (2 episodis) han interpretat a la jove Jess en diferents edats.
- Justin Long com a Paul Genzlinger, ex-nuvi de la Jess i professor de música en la seva escola. (4 episodis)
- Lizzy Caplan com a Julia Cleary, ex-núvia de Nick. (4 episodis)
- Rachael Harris com a Tanya, directora de l'escola de la Jess. (4 episodis)
- Dermot Mulroney com a Russell. És el pare ric d'una de les estudiants de la Jess, amb el qual ella surt breument (ell és 15 anys més gran que ella). Trenquen quan la Jess sent que ell no comparteix la passió que té amb la seva ex-dona. (4 episodis)
- Phil Hendrie com a Joe Napoli, locutor de ràdio d'esports i cap del Winston. (3 episodis)
- Gillian Vigman com a Kim, cap de l'Schmidt. (3 episodis)
- David Walton com a Sam. Ell i la Jess es coneixen en un bar quan ell la confon amb la seva cita a cegues, la Katie. La Jess es fa passar per la Katie i comencen una relació sexual. Quan ell s'assabenta de la veritat, li diu que vol continuar la seva relació sexual. (2 episodis)
- June Diane Raphael com a Sadie, una ginecòloga lesbiana i amiga de la Jess. (2 episodis)
- Jeanne Tripplehorn com a Ouli, ex-dona de Russell. (2 episodis)
- Jeff Kober com Remy, el propietari de l'edifici d'apartaments. (2 episodis)
- Nelson Franklin com a Robby, el nuvi de la Cece. (1 episodi)

## Doblatge a l'espanyol
| Personatge             | Actor original    | Actor de doblatge (Llatinoamèrica) | Actor de doblatge (Espanya) | Temporada |
| ---------------------- | ----------------- | ---------------------------------- | --------------------------- | --------- |
| Jessica "Jess" Day     | Zooey Deschanel   | Jessica Ortiz                      | Marta Barbará               | 1-        |
| Nicholas "Nick" Miller | Jake Johnson      | José Antonio Macías                | José Javier Serrano         | 1-        |
| Schmidt                | Max Greenfield    | Arturo Cataño                      | Sergio Mesa                 | 1-        |
| Winston Bishop         | Lamorne Morris    | Daniel del Roure                   | Rafael Parra                | 1-        |
| Cecilia "Cece" Meyers  | Hannah Simone     | Marisol Romero                     | Carmen Calvell              | 1-        |
| Coach                  | Damon Wayans, Jr. | José Arenas                        | 1-                          |           |
| Estudi de doblatge     | N/D               | SDI Mitjana de Mèxic               | Digit Sound (Barcelona)     | N/D       |
| Director de Doblatge   | N/D               | Héctor Emmanuel Gómez              | Manuel García Guevara       | N/D       |
| Traductor              | N/D               | ?                                  | María Sieso                 | N/D       |
| Adaptador              | N/D               | ?                                  | Manuel García Guevara       | N/D       |
| Productor executiu     | N/D               | Eduardo Giaccardi                  |                             | N/D       |

## Producció
La sèrie va ser creada, produïda i escrita per Elizabeth Meriwether per Chermin Entertainment i Fox Television Studios.
En el seu desenvolupament, la sèrie va ser titulada provisionalment Chicks and Dicks, títol que es va utilitzar temporalment a causa de la seva descripció de la història en aquell punt. A mesura que el guió es va anar desenvolupant, la trama es va orientar més socialment, i no tant sobre els esforços sexuals dels companys d'habitació, per la qual cosa el títol va ser canviat a “New Girl”.
La sèrie es va estrenar el dimarts 20 de setembre de 2011 a Fox, i també es transmet a Channel 4 en el Regne Unit, Citytv a Canadà i a FOUR a Nova Zelanda.
A Zooey Deschanel li van preguntar una vegada si el personatge va ser escrit per a ella en concret, al que ella va respondre que no ho era, sinó que "hauria d'haver estat". Deschanel ha dit que li encanta treballar amb l'equip i que Jess és sens dubte el personatge que li agradaria interpretar per sempre.
Damon Wayans, Jr. va prendre el paper de "Coach" esperant que la seva sèrie anterior, la comèdia d'ABC Happy Endings, fos cancel·lada. Quan aquesta sèrie va ser renovada per a una segona temporada, Wayans va deixar New Girl i va ser reemplaçat per Morris. D'acord amb "The Hollywood Reporter", Meriwether va dir que al voltant del 80 per cent del pilot hauria hagut de ser regravat amb la finalitat d'eliminar a Wayans de l'episodi, ja que ell estava en un dels papers principals de la sèrie. Per tant, Meriwether, 20th Century Fox i l'estudi van decidir mantenir als personatges i la trama de l'episodi com estaven, amb Morris unint-se a la sèrie en el segon episodi.

## Recepció
El juny de 2011, New Girl va ser un dels vuit guardonats en la categoria "nova sèrie més emocionant" als 1st Critics' Choice Television Awards, votat per periodistes que havien vist als pilots. Un comentari agregat a la pàgina web Metacritic li va donar una puntuació de 66/100 sobre la base de "crítiques generalment favorables". BuddyTV va classificar New Girl en el número 5 en la llista dels millors nous programes de televisió de 2011.
L'episodi pilot va atreure 10,28 milions d'espectadors, un 4,8 Adults de 18-49. Aquest va ser el debut de major audiència per a un programa de Fox amb guió des de The Bernie Mac Xou, el 2001.
La sèrie ha estat nominada per a diversos premis, incloent el Globus d'Or a la Millor Sèrie de Comèdia i Millor Actriu Principal en una Sèrie de Comèdia per Zooey Deschanel, així com dos premis Critics Choice, Millor Sèrie de Comèdia i Millor Actriu de Comèdia per Deschanel. La sèrie també va rebre 5 nominacions als Premis Darwin 2012. Això va incloure Millor Sèrie de Comèdia, Millor Nova Sèrie de TV, Millor Actor (per Jake Johnson), Millor Actor/Actriu en una Nova Sèrie de TV (per Zooey Deschanel) i Millor Guió, guanyant els dos últims.

## Premis i nominacions
- 2011: Satellite Awards: Nominada a Millor actriu a sèrie còmica (Zooey Deschanel)
- 2011: Globus d'Or: 2 nominacions, incloent Millor sèrie comèdia/musical
- 2012: Emmy: 5 nominacions, incloent millor actriu (Zooey Deschanel) i direcció.
- 2012: Globus d'Or: 2 nominacions (illor actriu en sèrie còmica i actor secundari).
- 2013: Satellite Awards: Nominada a Millor actriu (Zooey Deschanel) i millor actor (Jake Johnson)
- 2014: Satellite Awards: Nominada a Actriu sèrie de TV - Comèdia o musical (Zooey Deschanel)

## Estrena

### Online
L'episodi pilot va ser llançat a serveis en línia com Hulu Plus, TiVo, i iTunes abans de l'estrena el 20 de setembre en FOX.